# North Lauderdale
North Lauderdale è un comune degli Stati Uniti d'America situato nella parte centrale della Contea di Broward dello Stato della Florida.
Secondo le previsioni del 2011, la città ha una popolazione di 41.023 abitanti su una superficie di 10,10 km².